# جاك أوهالران
جاك أوهالران (بالإنجليزية: Jack O'Halloran)‏ هو ملاكم وممثل أمريكي، ولد في 8 أبريل 1943 بفيلادلفيا في الولايات المتحدة.

## أعمال

### أفلام
- (1978) سوبرمان[6][7]
- (1980) سوبرمان 2

## وصلات خارجية
- جاك أوهالران على موقع بوكس ريك (الإنجليزية) (registration required)

- جاك أوهالران على موقع IMDb (الإنجليزية)
- جاك أوهالران على موقع ألو سيني (الفرنسية)
- جاك أوهالران على موقع أول موفي (الإنجليزية)
- جاك أوهالران على موقع قاعدة بيانات الأفلام السويدية (السويدية)
- جاك أوهالران على موقع إن إن دي بي (الإنجليزية)
- جاك أوهالران على موقع قاعدة بيانات الفيلم (الإنجليزية)
- جاك أوهالران على موقع كينوبويسك (الروسية)